# 天円地方

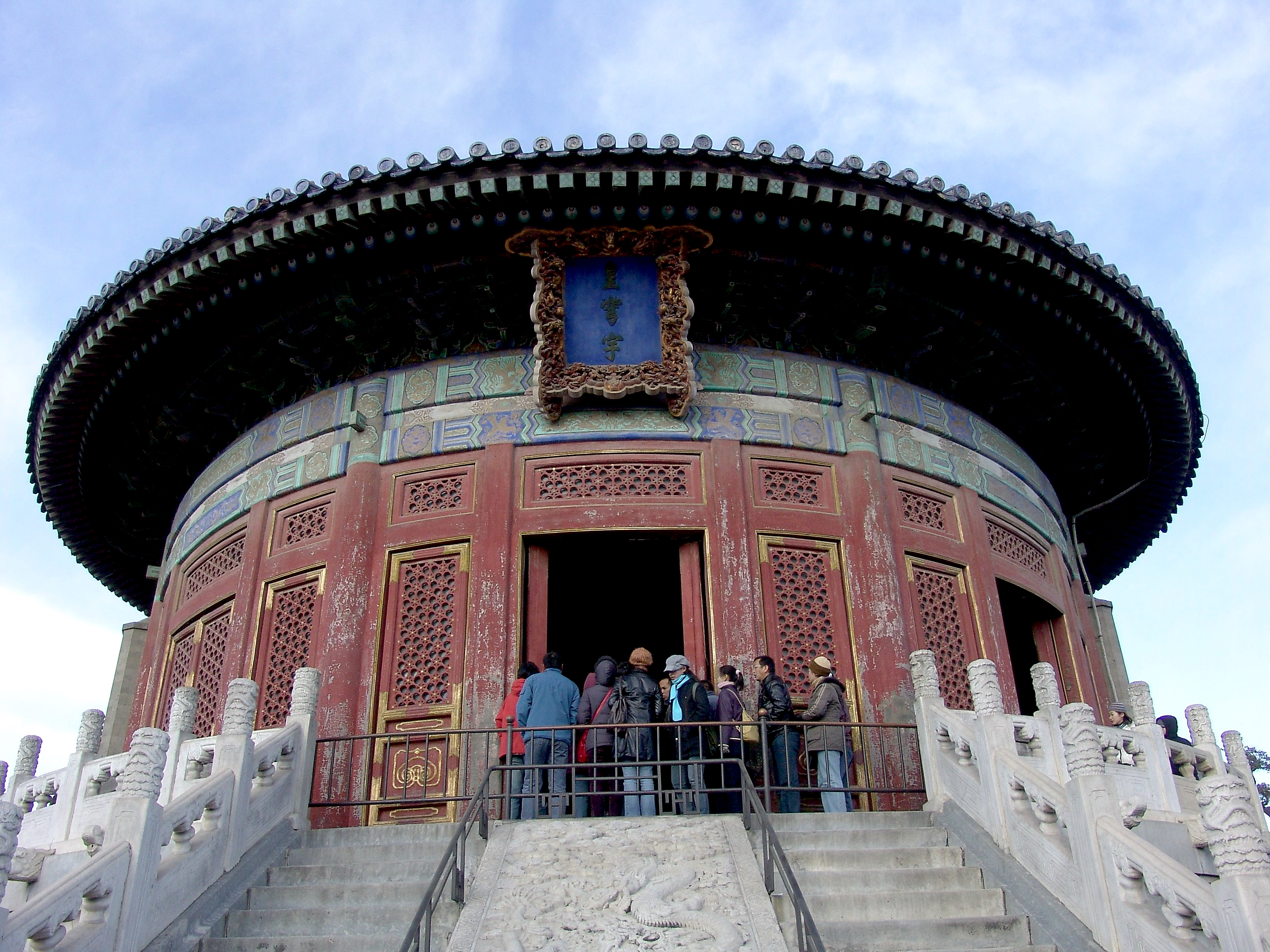
天を祭る天壇は円形の建築物で構成されている。

天円地方（てんえんちほう）とは、天は円く、地は方形であるという古代中国の宇宙観である。中華文化圏の建築物や装飾のモチーフとして用いられる。天が円で表されるゆえんは、星の運行が円運動で表されるためである。

## 天円地方をモチーフとした建築物
- 天壇
- 地壇
- 上海博物館